# Schwante
Schwante è una frazione del comune tedesco di Oberkrämer, nel Land del Brandeburgo.